# Rhagoletis zernyi
Rhagoletis zernyi
 es una especie de insecto del género Rhagoletis de la familia Tephritidae del orden Diptera. Friedrich Georg Hendel la describió en 1927.
Se encuentra en Europa.